# Fågel Rock

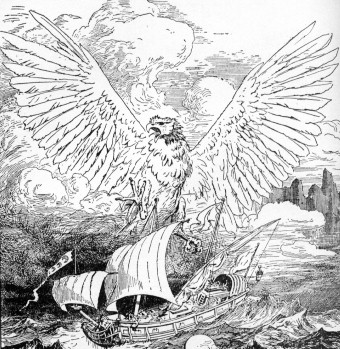
Fågel Rock förstör Sinbad Sjöfararens skepp.

Fågel Rock (persiska رخ Rokh, arabiska Rukh eller Rukhkh) är en fiktiv fågel som förekommer i persiska sagor. Den var så kolossal att den utfodrade sina ungar med elefanter.

## Beskrivning
Rock är mest känd från sagan om Sinbad Sjöfararens resor i samlingen Tusen och en natt. Enligt sagan kommer bland annat Sinbad till en ö där det bor en så stor noshörning att den kan spetsa och bära en elefant på sitt horn. Dessvärre rinner dock elefantens fett ned i noshörningens ögon, varpå denna inte kan springa undan när Fågel Rock anfaller och bär bort honom.
Fågeln bodde på en ö långt borta och var så kolossalt stor att den skymde solen och alltså skapade solförmörkelse. Fågelns ägg gick en gång sönder. Innehållet dränkte då trettiosex städer och byar.

### Bakgrund
Möjligen har historierna om Fågel Rock inspirerats av de nu utdöda elefantfåglarna (Aepyornis maximus) på Madagaskar, vilka kunde bli över tre meter. Det är åtminstone känt att grenar av raffiapalmen, vilka något liknar jättelika fågelfjädrar, under medeltiden sålts som fjädrar av Fågel Rock. En sådan "fjäder" fanns hos mongolhärskaren Khubilai khan och omtalas av Marco Polo.

## Liknande fåglar
Till andra väldiga sagofåglar hör den persiska Simurgh, Garuda inom hinduismen, den kinesiska Peng (på japanska Hō) samt fågeln Ziz i judiska folksagor.